# Kleine stinkzwam
De kleine stinkzwam (Mutinus caninus) is een zwam die behoort tot de familie Phallaceae. De soort werd al in 1778 beschreven, maar werd in 1849 ingedeeld in het geslacht Mutinus.
De zwam komt voor in loof- en gemengde bossen, in parken, op zaagsel, ruwe humus, op en bij sterk vermolmd hout, regelmatig in groepjes.

## Ontwikkeling
De ontwikkeling begint met een langgerekt ei met een dunne witvliezige schil, die op een gegeven moment aan de bovenkant openbarst. Een volgroeide zwam is 10 cm hoog en 1 cm dik. Aan de bovenkant van de stinkzwam is zij glad en voorzien van een kleverige, olijfgroene sporenmassa. Onder de donkere smurrie kleurt het fel oranje. De zwam verspreidt een zwakke onaangename geur en kan snel omvallen. De eieren van de stinkzwam zitten in de bodem vast met witte strengen.

## Foto's

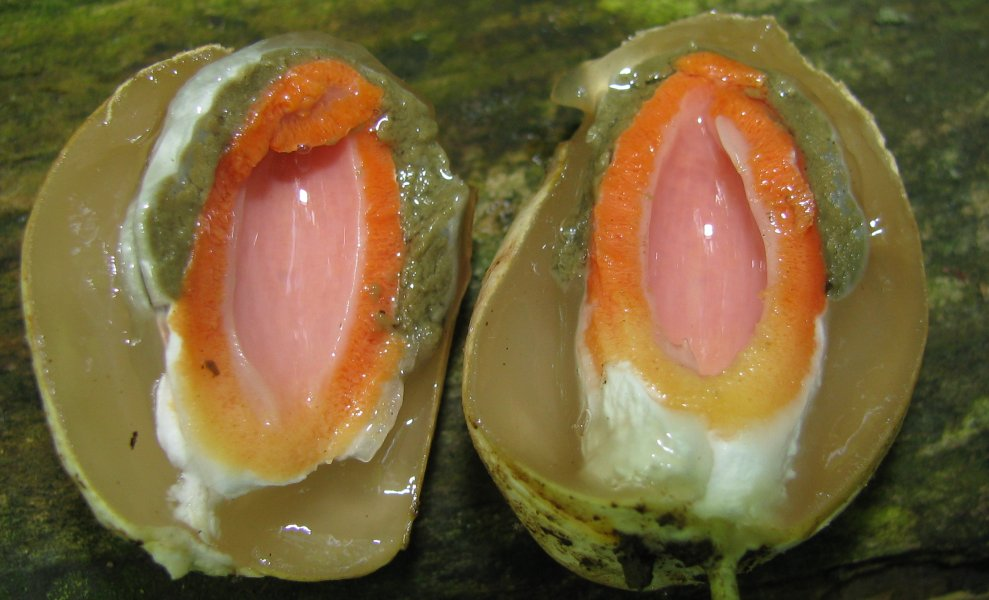
Ei
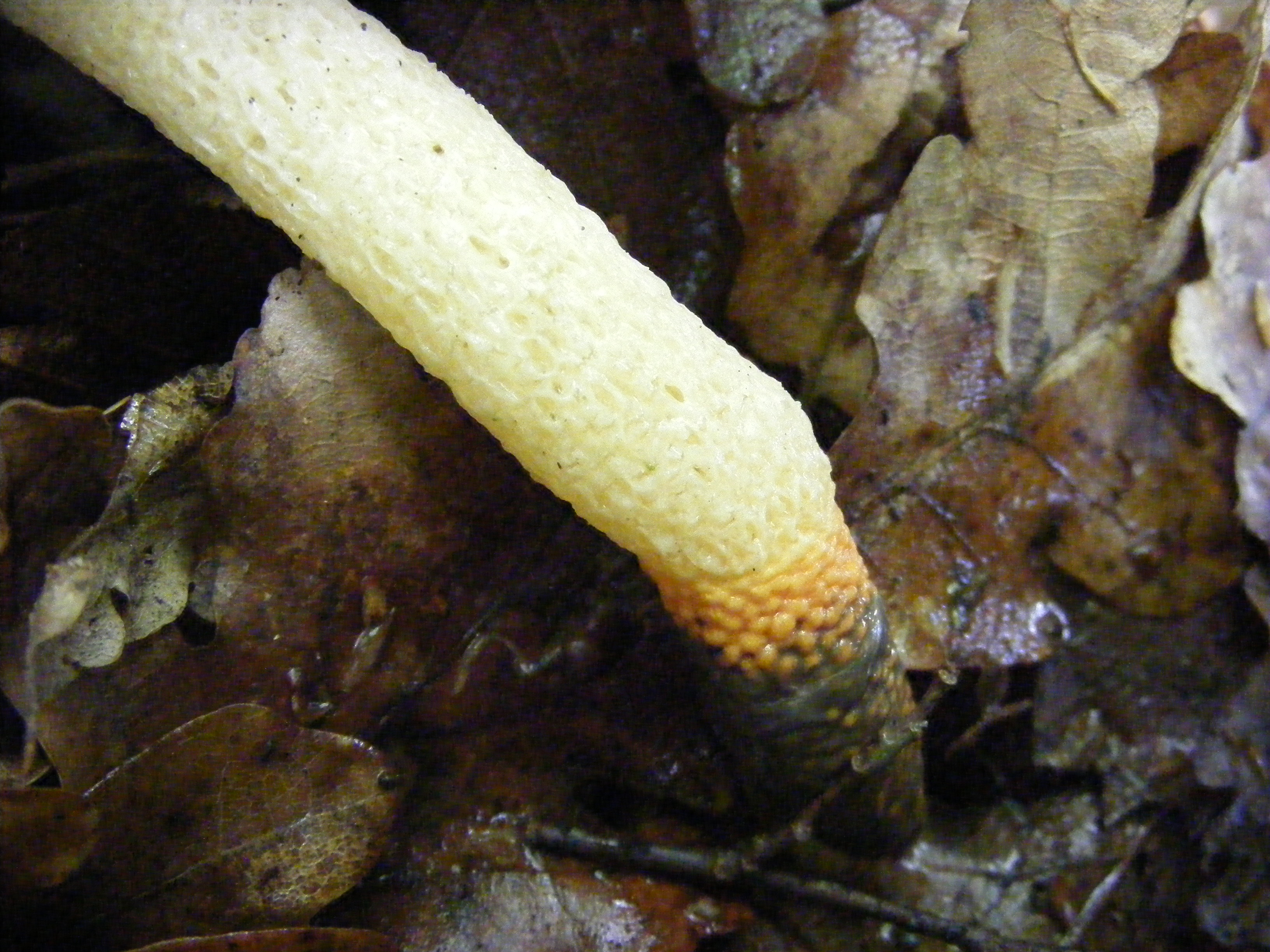
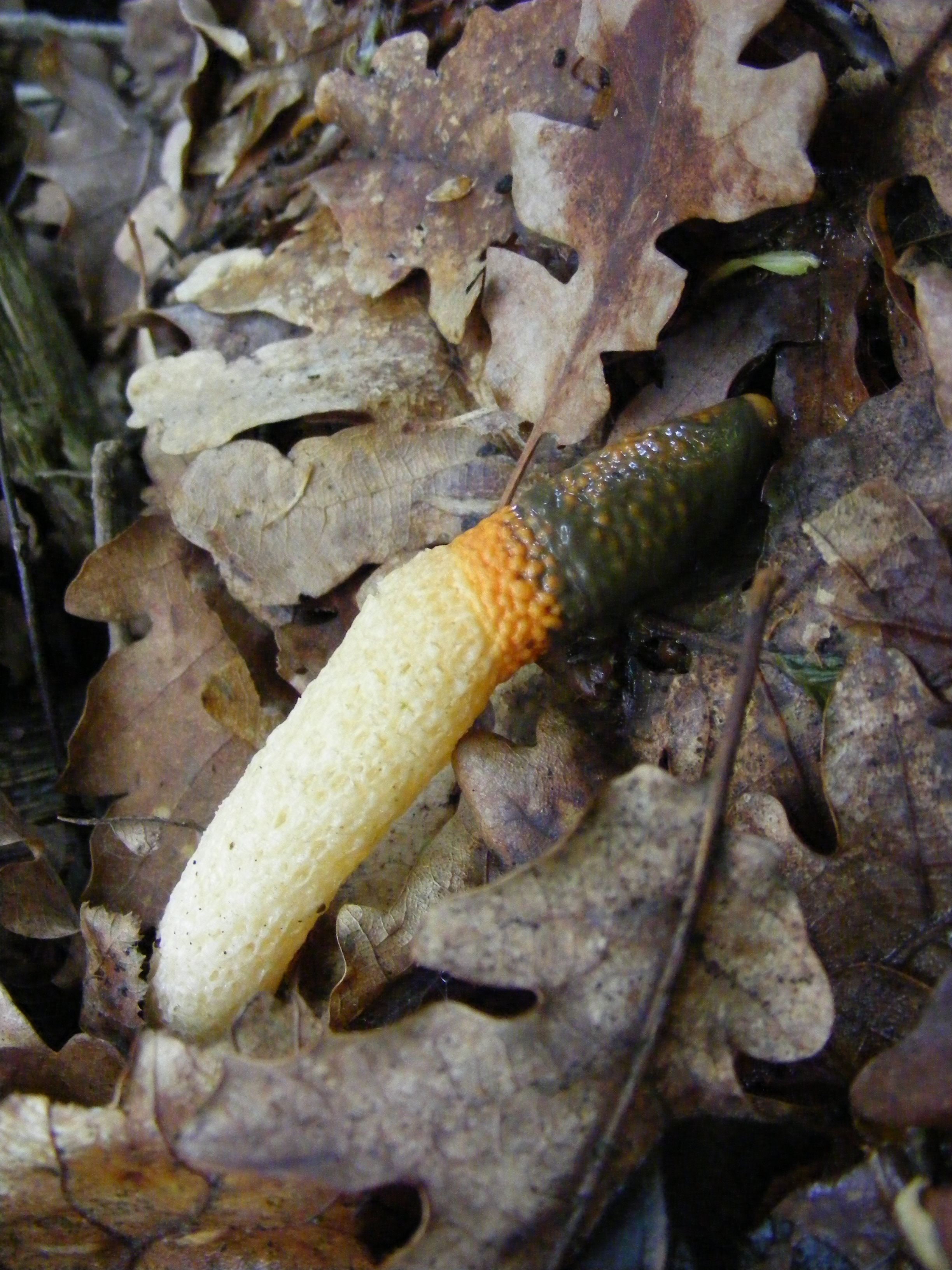
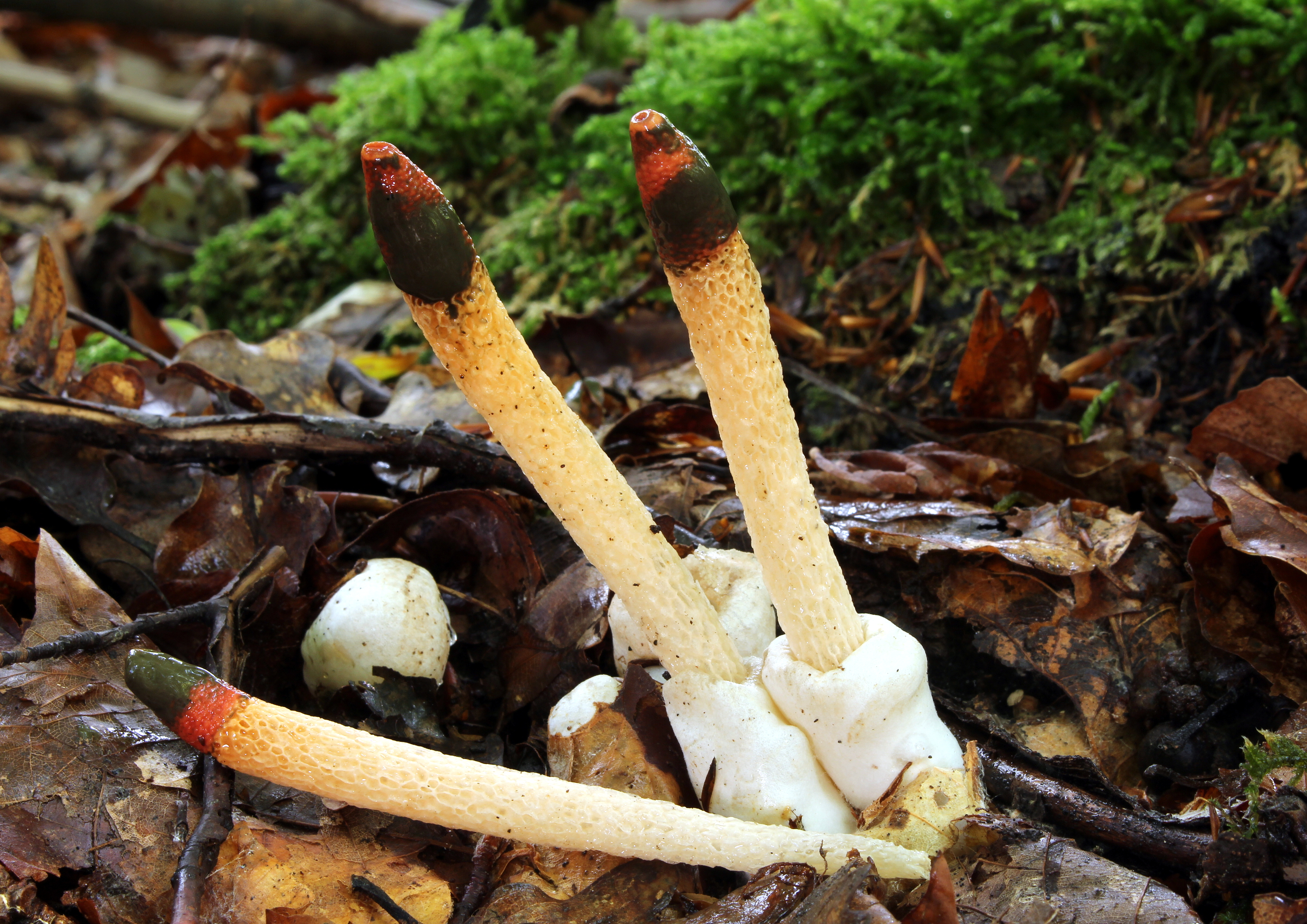
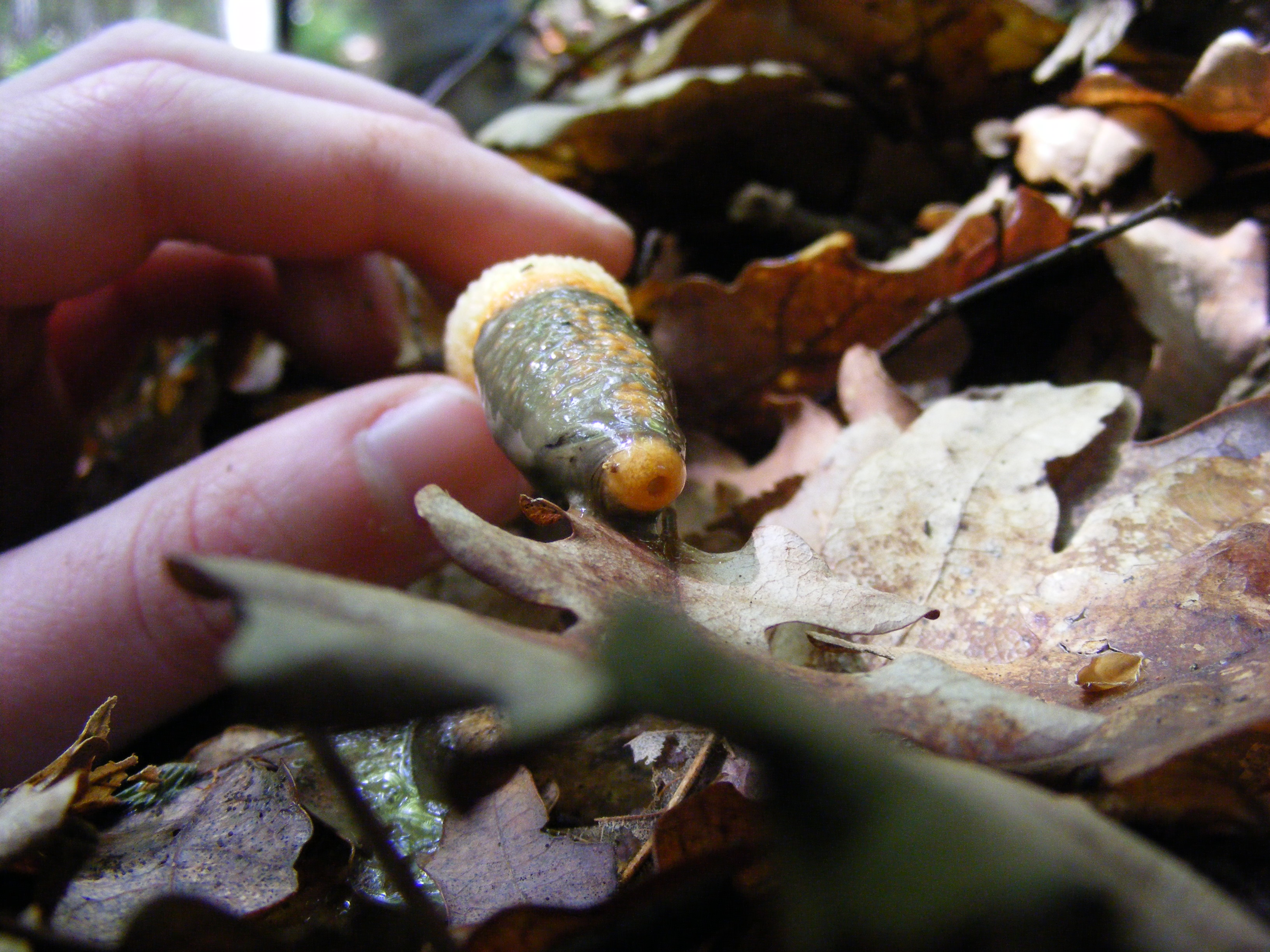
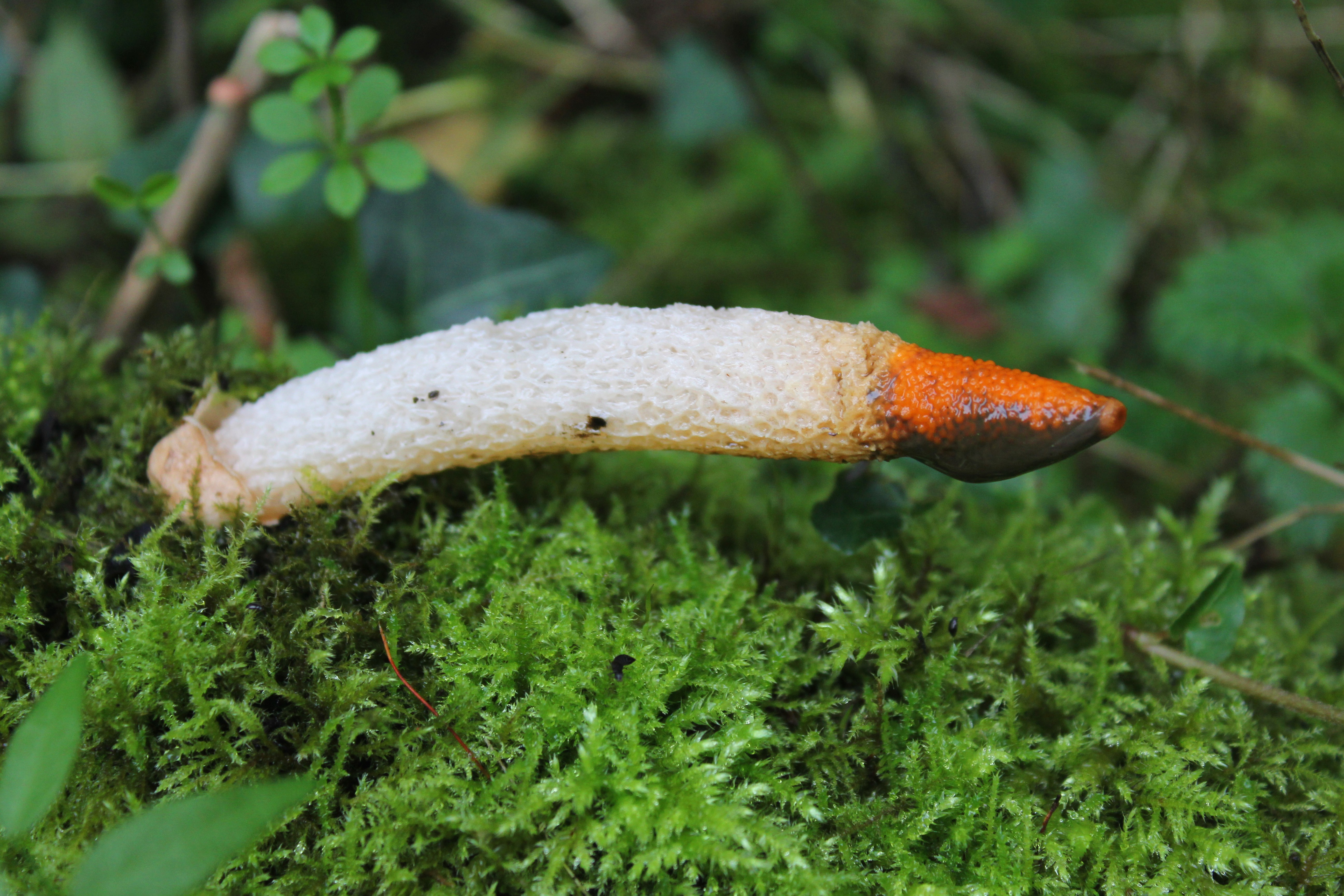